# Venkovní záchod

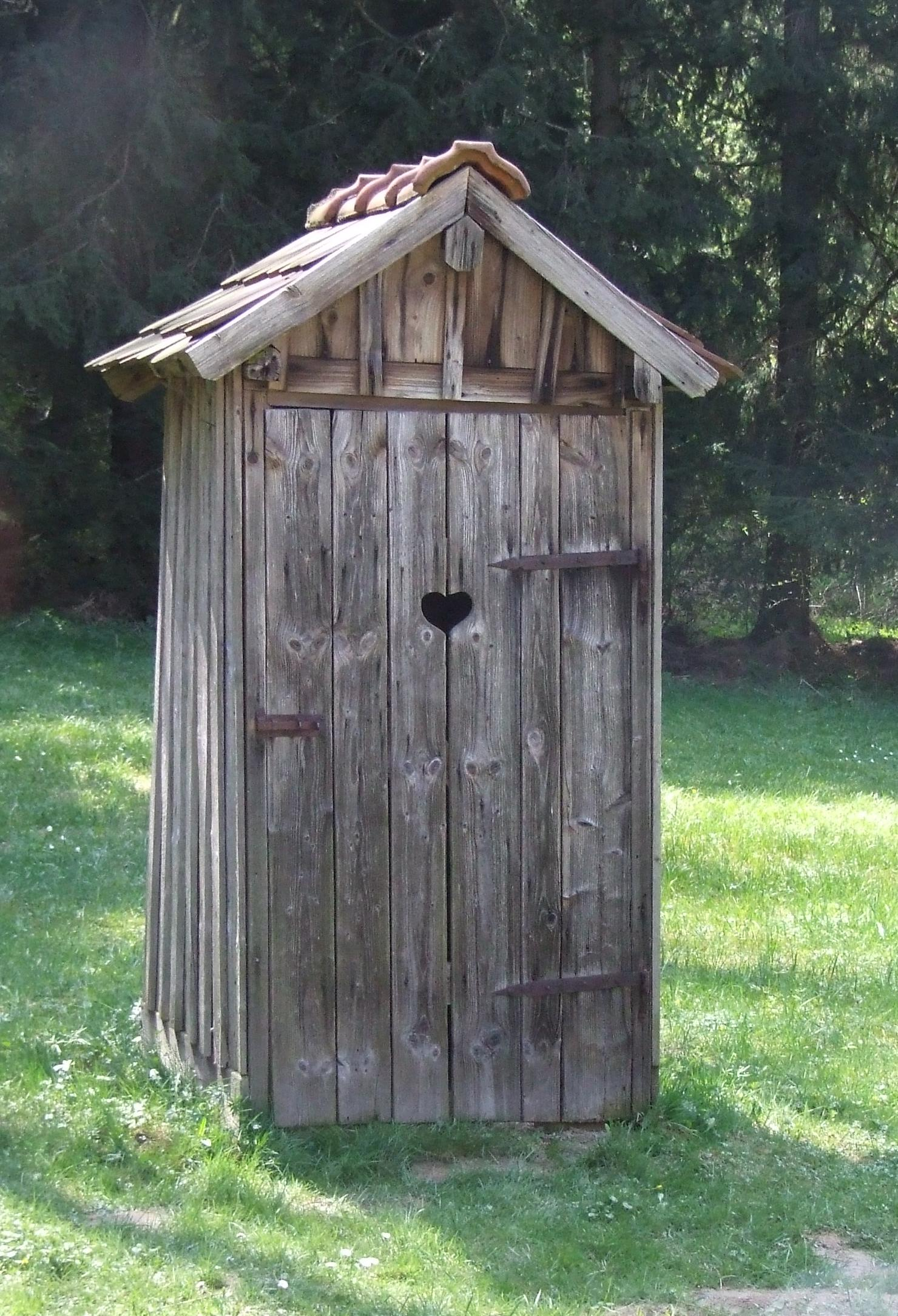
Kadibudka

Venkovní záchod je samostatná drobná stavba, zpravidla dřevěná bouda, obsahující suchý záchod. Jako zásobník na výkaly slouží vykopaná jáma v zemi, nad kterou se záchod po dostavění přesune. Venkovní záchody často mají na dveřích vyřezaný otvor ve tvaru srdce. Sedátko je buď v podobě desky s kulatým otvorem a nebo v jednodušší variantě v podobě prkna, na které se sedá stehny nad otevřenou jámu. Venkovní záchod se používá tam, kde není možné nebo efektivní postavit klasický vnitřní záchod.
Venkovní záchod se někdy označuje i jako kadibudka, kadibouda či latrína. Slovo latrína pochází z latiny (zkrácením slova lavatrina = umývárna, odv. od lavare = mýt se) a dostalo se do češtiny přes němčinu; původně se tímto slovem označují hromadné záchody v poli zpravidla pro vojáky, někdy ale také venkovní záchody.